# Aeroportul Copper Center
Aeroportul Copper Center (IATA: CZC, FAA LID: Z93) este un aeroport din Alaska, Statele Unite ale Americii ce deservește zona Copper Center⁠(d). A fost numit după zona deservită.
Situat la o altitudine de 351 m, aeroportul dispune de 1 pistă.

## Infrastructură

### Piste
Aeroportul dispune de o singură pistă. Pista 13/31 are suprafața de pietriș și dimensiunile 2.200 picioare × 55 picioare. 